# BRD Năstase Țiriac Trophy 2014
BRD Năstase Țiriac Trophy 2014 byl tenisový turnaj pořádaný jako součást mužského okruhu ATP World Tour, který se hrál v městském tenisovém areálu na otevřených antukových dvorcích. Konal se mezi 21. a 28. dubnem 2014 v rumunské metropoli Bukurešti jako 22. ročník turnaje. Na turnaji se v exibici předvedli Goran Ivanišević, Cédric Pioline, Ilie Năstase a Andrei Pavel.
Turnaj s rozpočtem 485 760 eur patřil do kategorie ATP World Tour 250. Nejvýše nasazeným hráčem ve dvouhře byl Bulhar Grigor Dimitrov startující na divokou kartu, ve dvouhře to byl pak nizozemsko-rumunský pár Jean-Julien Rojer a Horia Tecău. Všichni své nasazení potvrdili, když si odnesli trofej z příslušných kategorií.

## Distribuce bodů a finančních odměn

### Distribuce bodů
| Soutěž       | Vítězové | Finalisté | Semifinalisté | Čtvrtfinalisté | 16 v kole | 32 v kole | Q  | Q3 | Q2 | Q1 |
| ------------ | -------- | --------- | ------------- | -------------- | --------- | --------- | -- | -- | -- | -- |
| dvouhra mužů | 250      | 150       | 90            | 45             | 20        | 0         | 12 | 6  | 0  | 0  |
| čtyřhra mužů | 250      | 150       | 90            | 45             | 0         |           |    |    |    |    |

### Finanční odměny
| Soutěž            | Vítězové | Finalisté | Semifinalisté | Čtvrtfinalisté | 16 v kole | 32 v kole | Q3    | Q2    | Q1  |
| ----------------- | -------- | --------- | ------------- | -------------- | --------- | --------- | ----- | ----- | --- |
| dvouhra mužů      | 77 315 € | 40 720 €  | 22 060 €      | 12 565 €       | 7 405 €   | 4 385 €   | 710 € | 340 € | 0 € |
| čtyřhra mužů *    | 23 500 € | 12 350 €  | 6 690 €       | 3 830 €        | 2 240 €   |           |       |       |     |
| * – částka na pár |          |           |               |                |           |           |       |       |     |

## Mužská dvouhra

### Nasazení
| Stát      | Hráč            | ATP1) | Nasazení |
| --------- | --------------- | ----- | -------- |
| Bulharsko | Grigor Dimitrov | 14.   | 1.       |
| Rusko     | Michail Južnyj  | 15.   | 2.       |
| Francie   | Gaël Monfils    | 24.   | 3.       |
| Francie   | Gilles Simon    | 28.   | 4.       |
| Kanada    | Vasek Pospisil  | 29.   | 5.       |
| Itálie    | Andreas Seppi   | 35.   | 6.       |
| Francie   | Nicolas Mahut   | 40.   | 7.       |
| Finsko    | Jarkko Nieminen | 46.   | 8.       |

- 1) Žebříček ATP k 14. dubnu 2014.

### Jiné formy účasti
Následující hráči obdrželi divokou kartu do hlavní soutěže:
- Patrick Ciorcilă
- Marius Copil
- Grigor Dimitrov

Následující hráči postoupili z kvalifikace:
- Nikoloz Basilašvili
- Ričards Berankis
- Paul-Henri Mathieu
- Adrian Ungur

### Odhlášení
- Julien Benneteau
- Guillermo García-López
- Florian Mayer
- Janko Tipsarević
- Bernard Tomic

### Skrečování
- Gaël Monfils

## Mužská čtyřhra

### Nasazení
| Stát                   | Hráč                | Stát         | Hráč             | ATP1) | Nasazení |
| ---------------------- | ------------------- | ------------ | ---------------- | ----- | -------- |
| Nizozemsko             | Jean-Julien Rojer   | Rumunsko     | Horia Tecău      | 51.   | 1.       |
| Spojené státy americké | Eric Butorac        | Jižní Afrika | Raven Klaasen    | 57.   | 2.       |
| Polsko                 | Mariusz Fyrstenberg | Polsko       | Marcin Matkowski | 67.   | 3.       |
| Spojené království     | Jamie Murray        | Austrálie    | John Peers       | 69.   | 4.       |

- 1) Žebříček ATP k 14. dubnu 2014; číslo je součtem umístění obou členů páru.

### Jiné formy účasti
Následující páry obdržely divokou kartu do hlavní soutěže:
- Victor Crivoi /  Adrian Ungur
- Victor Hănescu /  Andrei Pătrui

### Odhlášení
- Vasek Pospisil

## Přehled finále

### Mužská dvouhra
- Grigor Dimitrov vs.  Lukáš Rosol, 7–6(7–2), 6–1

Dimitrov získal první trofej z antukového turnaje.

### Mužská čtyřhra
- Jean-Julien Rojer /  Horia Tecău vs.  Mariusz Fyrstenberg /  Marcin Matkowski, 6–4, 6–4